# 田中律子のもっと旅するSUP
『田中律子のもっと旅するSUP』（たなかりつこのもっとたびするサップ）は、静岡県のケーブルテレビ「トコチャン」（株式会社TOKAIケーブルネットワーク）で2021年4月から放送されているSUP（ウォータースポーツ）で巡る旅番組である。

## 概要
一般社団法人日本サップヨガ協会の理事長を務めるタレントの田中律子が全国の名所や景勝地をSUP（Stand up paddle surfing）で巡る旅番組。通称『旅SUP』。田中律子さんがロケ先で出会った地元の水先案内人と悠々気ままにSUPクルージング。そしてSUPスポット周辺をぶらり散歩する。SUPを通じて地域の魅力や景観美を伝える番組である。断崖絶壁のダイナミックな景観や洞窟めぐり、海中散歩、ヨガなどSUPを通じて楽しめる。番組撮影にはドローンや、GoPro、水中ドローンを使用。カメラを駆使した4K映像は、大自然の美しさ、迫力を更に引き立てている。番組ではSUPから見える迫力ある景色と空から見える壮大な景色の両方が楽しめる。四季折々に見せる自然の色も見どころの一つ。

## トピックス
Season.1とSeason.2には田中のアシスタントとして女優の小柳まいかを起用。田中とSUPを楽しむと共にSeason.1ではヨガレッスンの生徒役として、Season.2では「小柳まいかのSUPでワンアップ!!」という番組コーナーが出来た。
Season.3では、地元アナウンサーが田中を案内する「りっちゃんにおすすめなトコ」という番組コーナーがスタート。全国各地のおすすめスポットが地元の人を通じて紹介されている。
Season.4の#8～#11には、番組始まって以来、初めてのゲスト、南海キャンディーズのしずちゃん（山崎静代）を招いた。SUPが初めてというしずちゃんも田中のレクチャーにより、日本三景の宮城県松島の景色をSUPで楽しんだ。
2021年4月に『田中律子の旅するSUP』（2017年7月～2020年3月放送）から『田中律子のもっと旅するSUP』へ番組タイトルを変更する。
2022年4月に『田中律子のあなたと旅するSUP』へ番組タイトルを変更。毎回SUP初心者のゲストを迎えてSUPの魅力を伝えている。

## シリーズ

### 田中律子の旅するSUP Season.1
静岡県内のSUPスポットをSUPで巡る。毎回、田中によるサップヨガのレクチャーを放送。

### 田中律子の旅するSUP Season.2
静岡県から全国へ。全国のSUPスポットをSUPで巡る。番組コーナー「小柳まいかのSUPでワンアップ!!」ではSUPゲレンデ周辺スポットで楽しめるグルメや体験を紹介。

### 田中律子の旅するSUP Season.3　Season.4
全国の名所や景勝地をSUPで巡る。番組コーナー「りっちゃんにおすすめなトコ」では、各地で活躍する地元アナウンサーが田中に紹介したいおすすめスポットに出かけたり、その地ならではの体験をする。

### 田中律子のもっと旅するSUP
ロケ先(全国)で出会った水先案内人おすすめのSUPスポットとその周辺を巡り、SUPを通じて地域の魅力を発信する。

### 田中律子のあなたと旅するSUP
全国各地のSUPゲレンデをゲストと巡る番組。SUP初心者のゲストと一緒に楽しむことでSUPの魅力を発信している。

## 放送回・ロケ地
| #  | トリップ                         | 取材店・取材施設                               |
| -- | -------------------------------- | ---------------------------------------------- |
| 01 | 南伊豆 弓ヶ浜（静岡）            | 青木さざえ店（静岡）                           |
| 02 | 南伊豆 青野川（静岡）            | 休暇村（静岡）                                 |
| 03 | 南伊豆 子浦（静岡）              | 下賀茂熱帯植物園（静岡）                       |
| 04 | 南伊豆 子浦【2】（静岡）         | 岩田商店（静岡）                               |
| 05 | 西伊豆 松崎 千貫門（静岡）       | 永楽堂（静岡）                                 |
| 06 | 西伊豆 松崎 雲見（静岡）         | 長八美術館（静岡）                             |
| 07 | 西伊豆 松崎 萩谷（静岡）         | 室岩洞（静岡）                                 |
| 08 | 西伊豆 土肥（静岡）              | 土肥金山（静岡）                               |
| 09 | 西伊豆 戸田（静岡）              | GREEN・BR（静岡）                              |
| 10 | 浜名湖 三ヶ日（静岡）            | 竜ヶ岩洞・LEADER（静岡）                       |
| 11 | 浜名湖 三ヶ日【2】（静岡）       | 長坂養蜂場・くらのほ（静岡）                   |
| 12 | 本栖湖（静岡）                   | 富士花鳥園（静岡）                             |
| 13 | 本栖湖【2】（静岡）              | あさぎり牛乳工房（静岡）                       |
| 14 | 熱海（静岡）                     | おさむ商店（静岡）                             |
| 15 | 熱海【2】（静岡）                | 熱海城（静岡）                                 |
| 16 | 沼津 狩野川（静岡）              | 武井牧場（静岡）                               |
| 17 | 沼津（静岡）                     | ベイカーズダズン（静岡）                       |
| 18 | 南伊豆 伊浜（静岡）              | 石廊崎岬めぐり遊覧船（静岡）                   |
| 19 | 南伊豆 波勝崎（静岡）            | アジア雑貨とネパールカレー、ティハール（静岡） |
| 20 | 【再】南伊豆 子浦（静岡）        | 下賀茂熱帯植物園（静岡）                       |
| 21 | 【再】西伊豆 松崎 千貫門（静岡） | 永楽堂（静岡）                                 |
| 22 | 【再】本栖湖【2】（静岡）        | あさぎり牛乳工房（静岡）                       |
| 23 | 奥大井接阻湖【1】（静岡）        | 長島ダム（静岡）                               |
| 24 | 奥大井接阻湖【2】（静岡）        | 奥大井湖上駅（静岡）                           |
| 25 | 三保（静岡）                     | 東海大学海洋科学博物館（静岡）                 |
| 26 | 総集編                           |                                                |

| #  | トリップ                               | 「小柳まいかのSUPでワンアップ | 」 取材店・取材施設 |
| -- | -------------------------------------- | ----------------------------- | ------------------- |
| 01 | 南伊豆 青野川（静岡）                  | ehaco【エハコ】（静岡）       |                     |
| 02 | 南伊豆 子浦（静岡）                    | マリンロード（静岡）          |                     |
| 03 | 東京スカイツリー【1】 旧中川（東京）   | スタンドアップ弓ヶ浜（静岡）  |                     |
| 04 | 東京スカイツリー【2】 横十間川（東京） | ワンダフルワールド（静岡）    |                     |
| 05 | 東京スカイツリー【3】（東京）          | カイナニパドル（静岡）        |                     |
| 06 | 堂ヶ島→浮島（静岡）                    | ドゥメールオオカワ（静岡）    |                     |
| 07 | 浮島→田子瀬浜海岸（静岡）              | スマートスタート（静岡）      |                     |
| 08 | 田子瀬浜海岸→田子湾（静岡）            | 静岡市スポーツ振興課（静岡）  |                     |
| 09 | 倉敷 高梁川【1】（岡山）               | Gosea's surf（静岡）          |                     |
| 10 | 倉敷 高梁川【2】（岡山）               | 熱海SUP & YOGA（静岡）        |                     |
| 11 | 牛窓【1】（岡山）                      | ビーナスロード（岡山）        |                     |
| 12 | 牛窓【2】（岡山）                      | 渚の交番（静岡）              |                     |
| 13 | 牛窓【3】（岡山）                      | GrowCafe（静岡）              |                     |
| 14 | 慶良間諸島【1】（沖縄）                | ジャイアントブッバ（沖縄）    |                     |
| 15 | 慶良間諸島【2】（沖縄）                | マリンジェット遊覧（沖縄）    |                     |
| 16 | 慶良間諸島【3】（沖縄）                | ジャイアントスリラー（沖縄）  |                     |
| 17 | 沖縄・マングローブ【4】（沖縄）        | ザップボード（沖縄）          |                     |
| 18 | 沖縄・万座毛【5】（沖縄）              | SUPポロ                       |                     |
| 19 | 沖縄総集編（沖縄）                     | SUPラン                       |                     |
| 20 | 接岨湖【1】（静岡）                    |                               |                     |
| 21 | 接岨湖【2】（静岡）                    |                               |                     |
| 22 | 沼津淡島【1】（静岡）                  | Miho CUP（静岡）              |                     |
| 23 | 沼津淡島【2】（静岡）                  | 潮風CUP（静岡）               |                     |
| 24 | 青木湖【1】（長野）                    | （長野）                      |                     |
| 25 | 青木湖【2】（長野）                    | （長野）                      |                     |
| 26 | 万水川（長野）                         | （長野）                      |                     |
| 27 | 犀川（長野）                           | （長野）                      |                     |
| 28 | 御前崎（静岡）                         | SUPフリート（静岡）           |                     |

| #  | トリップ                     | 「りっちゃんにおすすめなトコ」 取材店・取材施設 | 案内人（地元アナウンサー）              |
| -- | ---------------------------- | ----------------------------------------------- | --------------------------------------- |
| 01 | 沖縄 羽地内海（沖縄）        | MEGA ZIP（沖縄）                                | 棚原里帆（沖縄ケーブルネットワーク）    |
| 02 | 沖縄 古宇利島（沖縄）        | おんなの駅（沖縄）                              | 棚原里帆（沖縄ケーブルネットワーク）    |
| 03 | 石垣島 川平湾（沖縄）        | 野底岳（沖縄）                                  | 松原かい（石垣ケーブルテレビ）          |
| 04 | 石垣島 御神崎（沖縄）        | 八重山ヤシ（沖縄）                              | 松原かい（石垣ケーブルテレビ）          |
| 05 | 石垣島 吹通川（沖縄）        | ユーグレナモール（沖縄）                        | 松原かい（石垣ケーブルテレビ）          |
| 06 | 石垣島 米原ビーチ（沖縄）    | バギー（沖縄）                                  | 松原かい（石垣ケーブルテレビ）          |
| 07 | 石垣島 竹富島（沖縄）        | 水牛車（沖縄）                                  | 松原かい（石垣ケーブルテレビ）          |
| 08 | 伊豆松崎 千貫門→雲見（静岡） | 熱海SUP & ヨガフェスタ（静岡）                  | 小柳まいか（女優）                      |
| 09 | 伊豆松崎 石部→萩谷（静岡）   | 松崎 岩科学校（静岡）                           | 白井功介（TOKAIケーブルネットワーク）   |
| 10 | 伊豆松崎 萩谷→松崎港（静岡） | 松崎町 人力車（静岡）                           | 秋山有希乃（TOKAIケーブルネットワーク） |
| 11 | 西伊豆 安良里→黄金岬（静岡） | 宝市場 ちゃちゃら丼（静岡）                     | 秋山有希乃（TOKAIケーブルネットワーク） |
| 12 | 島根県 大田市 鞆ヶ浦（島根） | 琴ヶ浜 & cafeチーナカ豆（島根）                 | 原田笑（ぎんざんテレビ）                |
| 13 | 島根県 松江市 北浦（島根）   | からかま神社（島根）                            | 吾郷理恵（ひらたCATV）                  |
| 14 | 島根県 松江市 菅浦（島根）   | 出雲大社（島根）                                | 井上さやか（出雲ケーブルビジョン）      |
| 15 | 徳島 海陽 水床湾（徳島）     | in Between Blues（徳島）                        | 谷愛子（ケーブルテレビ徳島）            |
| 16 | 徳島 海陽 竹ヶ島（徳島）     | 弁天山（徳島）                                  | 谷愛子（ケーブルテレビ徳島）            |
| 17 | 徳島 鳴門 鳴門大橋（徳島）   | 霊山寺（徳島）                                  | 谷愛子（ケーブルテレビ徳島）            |
| 18 | 徳島 鳴門 小鳴門海峡（徳島） | 阿波おどり会館（徳島）                          | 谷愛子（ケーブルテレビ徳島）            |
| 19 | 北海道 支笏湖（北海道）      | 小樽（北海道）                                  | 吉田寛香（J:COM札幌）                   |
| 20 | 北海道 雷電岬（北海道）      | 小樽運河すっつ浜直市場（北海道）                | 田中則之（テレビすっつ放送）            |
| 21 | 秋田 田沢湖（秋田）          | ぎんばるCUP（秋田）                             | 橘ユウ                                  |
| 22 | 秋田 夏瀬渓谷（秋田）        | 御座石神社（秋田）                              | 高橋実里（秋田ケーブルテレビ）          |
| 23 | 長崎 伊王島（長崎）          | 長崎市内観光（長崎）                            | 江藤真悠子（長崎ケーブルメディア）      |
| 24 | 長崎 九十九島【1】（長崎）   | 長崎くんち（長崎）                              | 江藤真悠子（長崎ケーブルメディア）      |
| 25 | 長崎 九十九島【2】（長崎）   | 佐世保バーガー（長崎）                          | タナカハルナ（長崎ケーブルメディア）    |

| ＃ | トリップ                     | 「りっちゃんにおすすめなトコ」 取材店・取材施設 | 案内人                          |
| -- | ---------------------------- | ----------------------------------------------- | ------------------------------- |
| 1  | 西表島①バラス島 (沖縄)       | 由布島 水牛車                                   | 池田卓 (シンガーソングライター) |
| 2  | 西表島②うなり崎 (沖縄)       | 星砂海岸（星の砂浜）                            | 池田卓 (シンガーソングライター) |
| 3  | 西表島③マングローブ (沖縄)   | 美々・ソーキそば・マンゴージュース              | 徳岡信馬                        |
| 4  | 西表島④舟浮エリア (沖縄)     | みんさー織                                      | 徳岡信馬                        |
| 5  | 宮古島①来間島 (沖縄)         | 通り池                                          | 竹中美香（宮古テレビ）          |
| 6  | 西表島 総集編 (沖縄)         | ―                                               | ―                               |
| 7  | ブルー特集                   | ―                                               | ―                               |
| 8  | 松島①馬の背（宮城）          | 円通院                                          | 千葉めぐみ（仙台CATV）          |
| 9  | 松島②五大堂（宮城）          | 浅野商店のおこわ                                | 千葉めぐみ（仙台CATV）          |
| 10 | 奥松島①嵯峨渓 前編（宮城）   | 手焼き笹かま体験                                | 千葉めぐみ（仙台CATV）          |
| 11 | 奥松島②嵯峨渓 後編（宮城）   | こけしの絵付け体験                              | 千葉めぐみ（仙台CATV）          |
| 12 | 仁淀川 前編（高知）          | にこ淵                                          | 蔵下夏海                        |
| 13 | 仁淀川 後編（高知）          | 高知アイス                                      | 蔵下夏海                        |
| 14 | 早明浦湖（さめうら）(高知)   | モンベル                                        | 蔵下夏海                        |
| 15 | 吉野川（高知）               | ―                                               | ―                               |
| 16 | 伊芸ビーチ (沖縄)            | バンタカフェ                                    | 山川古都乃                      |
| 17 | ハンジャパーマ (沖縄)        | 海人食堂                                        | 山川古都乃                      |
| 18 | もみじ谷 (栃木)              | 湯っ歩の里                                      | 武藏清華                        |
| 19 | 塩原渓谷 (栃木)              | 今井屋製菓 とて焼き                             | 武藏清華                        |
| 20 | みなとみらい (神奈川)        | 横浜三塔                                        | 宮脇理恵子                      |
| 21 | 八景島 (神奈川)              | シーバス                                        | 宮脇理恵子                      |
| 22 | 江の島 (神奈川)              | 朝どれしらす丼                                  | 宮脇理恵子                      |
| 23 | 慶良間諸島①安護の浦 (沖縄)   | やむちんの里                                    | 山川古都乃                      |
| 24 | 慶良間諸島②阿嘉島 (沖縄)     | 座喜味城跡                                      | 山川古都乃                      |
| 25 | 慶良間諸島③安慶名敷島 (沖縄) | SUPフィッシング                                 | 宮里友哉                        |

| ＃ | タイトル                                                               | 取材先                                      | 水先案内人 |
| -- | ---------------------------------------------------------------------- | ------------------------------------------- | ---------- |
| 1  | 奄美の達人に出会う (鹿児島県・奄美大島)                                | 大島紬村 二つの海が見える丘                 | 白畑 梓    |
| 2  | ハートロックを探して (鹿児島県・奄美大島)                              | ばしゃ山村BBQ                               | 武照 幸    |
| 3  | 奄美クレーターの神秘 (鹿児島県・奄美大島)                              | クロウサギ                                  | 山村 祐治  |
| 4  | 奄美の波に乗る (鹿児島県・奄美大島)                                    | トゥギャマリCafe モダマの滝                 | 浜崎 亮平  |
| 5  | 奄美大島総集編（鹿児島県・奄美大島）                                   | ―                                           | ―          |
| 6  | 狩野川を下って（静岡県・沼津市）                                       | 沼津御用邸記念公園 Tony’s Honolulu          | 大川瞬     |
| 7  | 砂丘のオアシスで大自然を満喫（鳥取県・多鯰ケ池）                       | 因幡の白兎神社 鳥取砂丘                     | 石谷依利子 |
| 8  | 山陰海岸ジオパーク 神秘の世界（鳥取県・城原海岸〜鴨ヶ磯）              | 雨滝 東浜海岸野外施設                       | 中田ひとみ |
| 9  | 南国情緒あふれる 日南（宮崎県・日南）                                  | サンメッセ日南 モアイ像 MIYAZAKI BEACH CLBE | 日髙政雄   |
| 10 | 奇跡の清流 小川（宮崎県・延岡）                                        | 高千穂峡 お食事の店 直ちゃん                | 税田憲司   |
| 11 | 島のシンボル「利尻富士」（北海道・利尻島）                             | ミルピス商店 オタトマリ沼                   | 佐々木慎吾 |
| 12 | 感動の「利尻ブルー」（北海道・利尻島）                                 | 甘露泉水                                    | 山澤玉木   |
| 13 | ウニ！昆布！島のレジェンドと利尻旅（北海道・利尻島）                   | ―                                           | 佐藤大樹   |
| 14 | 情緒あふれる城下町 お堀でSUP（静岡県・静岡市）                         | 浮月桜 鉄板焼 葵                            | 岩本恵美加 |
| 15 | リアス式海岸が織り成す絶景 奇石と巨石（福井県・嶺南地域）              | 矢代観光協会                                | 川崎美柚   |
| 16 | 透明度抜群の若狭湾！水上散歩（福井県・小浜市）                         | 若狭鯖街道熊川宿                            | 川崎美柚   |
| 17 | SUPで洞窟探検（福井県・小浜市田烏）                                    | 三方五湖レインボーライン山頂公園            | 中垣敦子   |
| 18 | 絶景！エメラルドグリーンの若狭SUPクルージング総集編（福井県・小浜市 ） | ―                                           | ―          |
| 19 | Season.5総集編                                                         | ―                                           | ―          |

| ＃ | タイトル            | 取材先                                                     | ゲスト                                     |
| -- | ------------------- | ---------------------------------------------------------- | ------------------------------------------ |
| 1  | 沖縄県・宮古島      | 宮古島市熱帯植物園                                         | ロンドンブーツ1号2号 田村亮                |
| 2  | 鹿児島県・与論島    | くじらカフェ＆商店百合ヶ浜                                 | 南海キャンディー ズ 山崎静代（しずちゃん） |
| 3  | 長崎編              | 長崎内外倶楽部レストラン                                   | 加藤紀子                                   |
| 4  | 西伊豆編            | 河津屋食堂                                                 | ガレッジセール 川田広樹                    |
| 5  | 対馬編              | 烏帽子岳和多都美神社 赤島大橋 そば道場 美津島店            | 安田美沙子                                 |
| 6  | 三重県 清流宮川編   | 清流茶屋、宮川ダムRoca Roca                                | 村上佳菜子                                 |
| 7  | 和歌山県 矢櫃海岸編 | 和歌山城和歌山マリーナシティ                               | ロンドンブーツ1号2号 田村亮                |
| 8  | 能登・九十九湾編    | 見附島（軍艦島）、恋路海岸奥のとトロッコ鉄道「のトロ」など | キャイ〜ン ウド鈴木                        |
| 9  | 天草編              | 倉岳神社、﨑津教会（天主堂）南風屋（はいや）               | 大川航                                     |
| 10 | 沖縄編              | 琉球村、備瀬フクギ並木琉果 RYUKA 海辺のcafe&Bar            | ガレッジセール ゴリ                        |

## 放送局・放送チャンネル

### 放送局
- TOKAIケーブルネットワーク
- トコちゃんねる静岡
- エルシーブイ
- 倉敷ケーブルテレビ
- 厚木伊勢原ケーブルネットワーク
- いちはらコミュニティー・ネットワーク・テレビ
- 東京ベイネットワーク
- テレビ津山
- 仙台CATV
- 御前崎ケーブルテレビ
- イッツ・コミュニケーションズ
- 日本海ケーブルネットワーク
- 東京ケーブルネットワーク
- 沖縄ケーブルネットワーク
- スターキャット・ケーブルネットワーク
- BSJapanext（2K放送）

### 放送チャンネル
- ケーブル4K
- チャンネル700

## ナレーション
Season.1
鈴木克馬（すずき かつま）
Season.2・Season.3
木田吉彦（きだ よしひこ）
元・静岡第一テレビアナウンサー。トコチャン（TOKAIケーブルネットワーク）の番組、主にスポーツ中継の実況を担当。そのほかイベント司会など幅広く活躍。
Season.4・田中律子のもっと旅するSUP・田中律子のあなたと旅するSUP
　　髙橋成永（たかはし なりひさ）
　　トコチャン(TOKAIケーブルネットワーク)で数々の番組ナレーションを担当。

## 主なスタッフ
- エグゼクティブプロデューサー : 岩本光司(～2018年)、近藤雄二(2018年～)
- 企画 : 望月隆宏
- 演出・プロデューサー : 池谷直樹
- AP : 三木舞子
- 編成 : 原貴章(～2019年)・伊藤光博(～2020年)・石垣彰啓(～2021年)・益子友徳(2022年～)
- 番組宣伝 : 三舩麻友子・鈴木帆海・鈴木萌香